# Bruno Cortini
Bruno Cortini (* 13. Dezember 1943 in Rom; † 29. Oktober 1989 ebenda) war ein italienischer Filmregisseur.

## Leben
Cortini schloss in Wirtschaftswissenschaften ab, wandte sich jedoch schnell dem Filmwesen zu. 1971 begann er seine Arbeit als Regieassistent für Kriminalfilme; ab 1980 war er häufig für Carlo Vanzina tätig und erweiterte sein Tätigkeitsspektrum. Cortini schrieb einige Drehbücher und arbeitete mit Carlo Tuzii am Theaterstück Gassman all'asta, das auch für das italienische Fernsehen aufgezeichnet wurde.
In der Folgezeit wechselte Cortini, nun als Regisseur, mit seinen Arbeiten zwischen Kinofilmen und Fernseharbeiten bis zu seinem frühen Tod.

## Filmografie (Auswahl)

### Drehbuch
- 1978: Die eiskalten Killer (Porci con la P. 38)

### Regisseur
- 1983: Sapore di mare 2 – Un'anno dopo
- 1988: Colletti bianchi (Fernseh-Miniserie)